# Vincent Couëffé
 (octobre 2009).
Si vous disposez d'ouvrages ou d'articles de référence ou si vous connaissez des sites web de qualité traitant du thème abordé ici, merci de compléter l'article en donnant les références utiles à sa vérifiabilité et en les liant à la section « Notes et références ».
Vincent Couëffé est un journaliste sportif né à Saint-Nazaire en 1974.

## Biographie

### Débuts
Il a commencé sa carrière en 1996 au sein de Canal Cholet Télévision Locale au journal des sports.
En septembre 1998, il devient correspondant pour L'Équipe TV dans l'ouest de la France avant d'intégrer en octobre 1999 le siège de la chaîne. Parallèlement à L'Équipe TV, Vincent Couëffé réalise en 2000 NOVA PERIS-KNEEBONE, Flamme aborigène, un documentaire pour Arte portant sur l'athlète Nova Peris.
Dès 2005, il assure la présentation des émissions Match retour, talk-show hebdomadaire sur le football, et Match après match à la veille de chaque journée de Ligue 1.
En janvier 2008, il est nommé rédacteur en chef adjoint de "L'Équipe TV" et présente en juin de la même année une émission quotidienne pendant l'Euro 2008, Total Foot 2008, avec entre autres Angel Marcos et Emmanuel Petit.

### Arrivée dans le Groupe M6
En septembre 2008, il intègre M6 et prend les rênes de 100 % Foot jusqu'au 12 décembre 2011, quand il en devient également le rédacteur en chef.
En septembre 2012, 100% Foot revient sur W9 pour les soirées Ligue Europa ! il reste à la présentation jusqu'en 2015, année où il est remplacé par Carine Galli.
En février 2013, il succède à Thomas Desson aux commentaires du Super Bowl effectués en compagnie de Richard Tardits[réf. nécessaire]. Le duo restera aux commentaires jusqu'en 2018, dernière année de diffusion en clair de la finale de la NFL par W9,,,,.
Depuis septembre 2013, il est le rédacteur en chef de l'émission de reportage hebdomadaire 66 minutes.
De 2017 à 2022, il commente les quelques rencontres de basket-ball diffusées par M6 et W9 avec Yannick Souvre pour les matchs de l'équipe de France féminine et avec Claude Bergeaud ou Fred Weis pour les rencontres de l'équipe de France masculine,.
Depuis 2024, il est de retour aux commentaires du Super Bowl avec Richard Tardits sur M6, le groupe ayant acquis les droits de co-diffusion en clair de la NFL jusqu'en 2027.